# 坂宇場
坂宇場（さかうば）は、愛知県北設楽郡豊根村の大字である。

## 地理
豊根村の北部に位置し長野県下伊那郡根羽村、売木村、阿南町との境界を持つ。小字が設置されているが丁目は設定されていない。
茶臼山や萩太郎山などが天竜奥三河国定公園に指定されている。

### 山岳・高原
- 茶臼山高原
  - 茶臼山
  - 萩太郎山
- 川宇連ハナノキ自生地

### 河川
- 坂宇場川
  - 大入川
    - 大沢川

  - 猪古里川

### 湖沼
- 矢筈池
- 斧沼池
- 茶臼湖

### 小字
| - 字猪古里洞（いこりぼら） - 字猪古里（いのしごり） - 字芋久保（いもくぼ） - 字大畑（おおはた） - 字岳地土（がくちど） - 字上地（かみじ） - 字上中村（かみなかむら） - 字沓掛（くつかけ） - 字御所平（ごしょだいら） - 字五六助（ごろすけ） - 字下中村（しもなかむら） | - 字須栃（すどち） - 字曽良（そら） - 字高橋（たかはし） - 字中野（なかの） - 字西垣外（にしがいと） - 字二継橋（につぎばし） - 字萩太郎（はぎたろう） - 字日余沢（ひよさわ） - 字平瀬（ひらせ） - 字広野（ひろの） | - 字真出（まえで） - 字間黒洞（まくろぼら） - 字嶺（みね） - 字宮ノ嶋（みやのしま） - 字向山（むかいやま） - 字向（むかい） - 字桃ノ木平（もものきだいら） - 字横平（よこだいら） - 字葦ノ平（よしのたいら） - 字ワルサワ（わるさわ） |

## 歴史
北設楽郡坂宇場村を前身とする。
1889年10月1日に三沢、上黒川、下黒川、古真立、坂宇場の各村が合併し豊根村となる。同日、坂宇場村廃止。

## 世帯数と人口
2015年（平成27年）10月1日現在の世帯数と人口は以下の通りである。
| 大字   | 世帯数  | 人口  |
| ------ | ------- | ----- |
| 坂宇場 | 137世帯 | 329人 |

### 人口の変遷
国勢調査による人口の推移
| 1995年（平成7年）  | 455人 | [ 5 ] |  |
| 2000年（平成12年） | 426人 | [ 6 ] |  |
| 2005年（平成17年） | 405人 | [ 7 ] |  |
| 2010年（平成22年） | 361人 | [ 8 ] |  |
| 2015年（平成27年） | 329人 | [ 2 ] |  |

## 施設
- 茶臼山高原
  - 茶臼山高原スキー場
  - 茶臼山高原キャンプ場
  - 茶臼山 高原の美術館
  - 休暇村茶臼山高原
  - 茶臼山牧場
- とよねランドオートキャンプ場
- 民俗館
- 道の駅豊根グリーンポート宮嶋

## 交通
- 国道151号
  - 別所街道
- 愛知県道426号・静岡県道287号津具大嵐停車場線
- 愛知県道427号坂宇場津具設楽線
- 愛知県道506号茶臼山線
- 愛知県道507号茶臼山高原設楽線
  - 茶臼山高原道路
    - 茶臼山IC

## その他

### 日本郵便
- 郵便番号 : 449-0405[3]（集配局：豊根郵便局[9]）。

## 参考資料
- 「角川日本地名大辞典」編纂委員会 編『角川日本地名大辞典 23 愛知県』角川書店、1989年3月8日。ISBN 4-04-001230-5。
- 有限会社平凡社地方資料センター 編『日本歴史地名体系第23巻 愛知県の地名』平凡社、1981年。ISBN 4-582-49023-9。